# Cyclopocoris
Cyclopocoris is een geslacht van wantsen uit de familie van de Reduviidae (Roofwantsen). Het geslacht werd voor het eerst wetenschappelijk beschreven door Norman Cecil Egerton Miller in 1950.

## Soorten
Het genus is monotypisch en bevat alleen de volgende soort:

- Cyclopocoris dilutus Miller, 1950